# Pole Vault Stars 2006
17. Pole Vault Stars – halowy mityng lekkoatletyczny w skoku o tyczce, który odbył się 12 lutego 2006 w Doniecku (Ukraina).
Podczas zawodów Rosjanka Jelena Isinbajewa ustanowiła wynikiem 4,91 halowy rekord świata. Monika Pyrek poprawiła halowy rekord Polski (4,76), a szósta w konkursie Natalija Mazuryk halowy rekord Ukrainy (4,51).
Australijczyk Paul Burgess poprawił halowy rekord Australii i Oceanii (5,80), ten sam wynik dał Alhajiemu Jengowi rekord Szwecji. Szóste miejsce w konkursie zajął Belg Kevin Rans, także z rekordem kraju – 5,70.

## Rezultaty
|           | 1. miejsce        | Rezultat | 2. miejsce   | Rezultat | 3. miejsce            | Rezultat |
| Mężczyźni | Paul Burgess      | 5,80     | Alhaji Jeng  | 5,80     | Przemysław Czerwiński | 5,70     |
| Kobiety   | Jelena Isinbajewa | 4,91     | Monika Pyrek | 4,76     | Anna Rogowska         | 4,61     |